# Episodi di Huff (seconda stagione)
La seconda e ultima stagione della serie televisiva Huff è stata trasmessa negli Stati Uniti su Showtime dal 2 aprile 2006 al 25 giugno 2006.
In Italia è andata in onda  su Italia 1 dall'8 agosto 2009 al 19 agosto 2009.

Craig "Huff" Huffstodt, protagonista della serie, in Notte brava

| nº | Titolo originale                     | Titolo italiano                      | Prima TV USA   | Prima TV Italia |
| -- | ------------------------------------ | ------------------------------------ | -------------- | --------------- |
| 1  | Maps Don't Talk (Part 1)             | Oltre confine                        | 2 aprile 2006  | 8 agosto 2009   |
| 2  | Maps Don't Talk (Part 2)             | Posso volare                         | 2 aprile 2006  | 8 agosto 2009   |
| 3  | Whipped Doggie                       | Una guarigione miracolosa            | 9 aprile 2006  | 11 agosto 2009  |
| 4  | Sweet Release                        | Momentaneo e dolce sollievo          | 16 aprile 2006 | 11 agosto 2009  |
| 5  | Used, Abused and Unenthused          | Terapia di coppia                    | 23 aprile 2006 | 12 agosto 2009  |
| 6  | Red Meat                             | Una bistecca al sangue               | 30 aprile 2006 | 12 agosto 2009  |
| 7  | So... What Brings You to Armageddon? | Verso il conflitto finale            | 7 maggio 2006  | 13 agosto 2009  |
| 8  | A Cornfield Grows in L.A.            | Ecstasy e terapia                    | 14 maggio 2006 | 13 agosto 2009  |
| 9  | Radio Silence                        | Via da casa?                         | 21 maggio 2006 | 14 agosto 2009  |
| 10 | Bethless                             | Un amore impossibile                 | 4 giugno 2006  | 14 agosto 2009  |
| 11 | Tapping the Squid                    | Notte brava                          | 11 giugno 2006 | 15 agosto 2009  |
| 12 | Black Shadows                        | Verso il buio                        | 18 giugno 2006 | 18 agosto 2009  |
| 13 | Which Lip Is the Cervical Lip?       | Non tutti i mali vengono per nuocere | 25 giugno 2006 | 19 agosto 2009  |

## Oltre confine
- Titolo originale: Maps Don't Talk (Part 1)
- Diretto da: Scott Winant
- Scritto da: Bob Lowry

### Trama
Russel dopo la caduta si ritrova con collo e costole devastati ed è costretto a sedute di fisioterapia, nel suo studio arriva una nuova cliente che vuole una consulenza legale: Dauri Rathbum. I due fissano anche un incontro serale in un ristorante, Dauri che ha problemi di alcool e di epilessia abusa di Martini e Russel si ritrova a riaccompagnarla a casa mentre lei è su di giri. Izzy si rintana in casa sua a bere e ad ubriacarsi, solo Byrd va a trovarla. La salute di Madeleine peggiora costantemente e Beth è sempre decisa ad andare nella sua città natale. Teddy telefona ad Huff dicengogli di trovarsi in Messico, a Tijuana e che a breve avrebbe acquistato la medicina (che ha un minimo rischio di diventare fatale per lui). Huff parte quindi per il Messico.

## Posso volare
- Titolo originale: Maps Don't Talk (Part 2)
- Diretto da: Scott Winant
- Scritto da: Bob Lowry

### Trama
Huff arriva in Messico e dopo un po' di ricerche trova Teddy, ciò nonostante non possono rientrare negli Stati Uniti perché suo fratello è sprovvisto di un documento d'identità. Huff ancora arrabbiato con Russel si trova costretto a chiamarlo e a farsi portare una falsa patente per Teddy, Russel dice che non c'è problema e che sarebbe arrivato A Tijuana al più presto. Poco prima Russel aveva avuto un incontro con la madre di suo figlio. Nell'attesa Teddy scappa e Huff lo perde di nuovo. Madeleine sempre più malata cade mentre cerca di andare al bagno, Beth disperata chiama Huff che le dice di chiamare Paula e che lei avrebbe chiamato un'infermiera affidabile. Beth chiama anche suo padre dicendogli di venire da loro. Russel arriva a Tijuana, dopo varie discussioni con Huff sull'accaduto e qualche birra trovano Teddy che si era nascosto in una Chiesa. Intanto il padre di Beth arriva da loro e va ad assistere sua moglie. Huff cerca di convincere Teddy a scendere da un'impalcatura all'interno della Chiesa, dopo svariato tempo Teddy dice di saper volare e si lancia.

## Una guarigione miracolosa
- Titolo originale: Whipped Doggie
- Diretto da: Dan Lerner
- Scritto da: Byron Balasco

### Trama
Teddy malconcio dopo la caduta inizia insieme ad Huff un tour di nuovi ricoveri. Dopo averne visti di diversi sembra interessato ad uno che dà libertà in ogni situazione ai suoi ospiti, ma Huff si oppone. Madeleine torna a camminare e dopo una visita dal dottore si scopre che il suo tumore sta regredendo. Russel ha un nuovo incontro con Dauri e le consiglia di andare da Huff a fare qualche seduta, ci va. Huff e Teddy di comune accordo decidono per il ricovero prediletto in precedenza da Teddy.

## Momentaneo e dolce sollievo
- Titolo originale: Sweet Release
- Diretto da: Sarah Pia Anderson
- Scritto da: Jessica Mecklenburg

### Trama
Huff e Beth si prendono un weekend di riposo lontani da casa per passare un po' di tempo insieme dopo lo stress che aveva portato la malattia di Madeleine (che ora è tornata a casa sua con il marito). Izzy va con un'amica al casinò e conosce un uomo che le lascia un biglietto da visita.
Teddy è tormentato da un segnalatore di fumo all'interno della sua stanza del ricovero perché pensa che all'interno ci sia una micro telecamera. Russel passa una notte insieme a Dauri e il mattino seguente lei viene arrestata per frode fiscale, ma Russel promette di fare il possibile per tirarla fuori da questa situazione. Teddy infine scappa dal ricovero.

## Terapia di coppia
- Titolo originale: Used, Abused and Unenthused
- Diretto da: Steve Gomer
- Scritto da: Jessica Mecklenburg e Nicole Mirante

### Trama
Teddy inizia a cercare lavoro ma viene rifiutato perché privo di curriculum ed esperienza.
Riesce poi a trovarlo. Huff viene aggredito in un vicolo e gli rubano il portafogli.
Beth inizia un nuovo lavoro in un ristorante con un principale molto esigente.
Beth e Huff vanno in terapia per cercare di stabilire un rapporto più sereno tra di loro.
Russel si trova a copulare con una donna nel suo ufficio dopo che entrambi avevano fatto uso di droghe.

## Una bistecca al sangue
- Titolo originale: Red Meat
- Diretto da: Dan Lerner
- Scritto da: Nicole Mirante

### Trama
Teddy incontra una ragazza che gli lascia il suo numero di telefono. Quando rientra in camera però ritrova quell'ossessione per il segnalatore antifumo.
Beth e Paula fanno una riunione in casa di tipo religioso, nello stesso momento Izzy è con le sue amiche in un'altra stanza. Russel va a casa di un cliente e ne approfitta per fare uso di droghe insieme a una ragazza che conosce lì. Al più tardi in quella stessa casa trova un bambino in una culla che piange e si mette a cantargli vicino per farlo smettere. Il padre di Huff e Teddy va a fare visita ai figli, ma dice che a breve andrà via per non tornare più. Izzy viene beccata dalla Polizia in stato di ebbrezza e viene arrestata.
- Note: Nella colonna sonora di questo episodio è presente I Like The Way (You Move) dei BodyRockers.

## Verso il conflitto finale
- Titolo originale: So... What Brings You to Armageddon?
- Diretto da: Sarah Pia Anderson
- Scritto da: Mark Richard

### Trama
Teddy inizia a frequentare la ragazza conosciuta qualche giorno prima. Ben (il padre di Huff) si stabilisce per qualche periodo a casa di Huff e inizia ad avere attriti con Byrd e Izzy. Huff continua le sue serate in compagnia della sua collega fumando marijuana. Russel dopo una notte di abusi di droghe arriva pesantemente in ritardo e questa volta sia lui sia Maggie rischiano il posto. Al più tardi manda un carico di mobili per camere da bambini alla madre di suo figlio. Huff e Beth litigano perché quest'ultima non è soddisfatta dell'educazione che suo marito dà a Byrd (che era stato precedentemente protagonista insieme ad un amico di una spiacevole vicenda).

## Ecstasy e terapia
- Titolo originale: A Cornfield Grows in L.A.
- Diretto da: James Hayman
- Scritto da: Nicole Mirante, Jessica Mecklenburg e Bob Lowry

### Trama
Huff continua le "serate-seduta" con la dottoressa Markova, nello stesso tempo proseguono anche la terapia di coppia per lui e sua moglie Beth.
Izzy e Byrd discutono su Ben. Teddy consuma una notte di sesso con la sua nuova compagna nel vivaio dove lavora. Beth insieme ad una sua vecchia amica passa la serata in un pub giocando a biliardo con dei giovani ragazzi e dando alla sua amica qualche bacio saffico. Russel passa la serata con la madre del suo bambino (che è ancora incinta). Huff svolge la sua seduta con l'utilizzo di anfetamine (a discutibile scopo terapeutico).

## Via da casa?
- Titolo originale: Radio Silence
- Diretto da: Tom Moore
- Scritto da: Byron Balasco

### Trama
Huff e Beth continuano a discutere e Huff inizia a parlare con Russel di una loro eventuale separazione. Teddy continua a frequentarsi con la sua compagna. Russel si intrattiene con Pepper e un'altra sua amica, ma a metà serata si rende conto di avere preso un impegno, ovvero dipingere la cameretta di suo figlio e abbandona le due donne.
Huff dice a Beth che se ne sarebbe andato per qualche tempo, Beth è d'accordo.
Si scopre che Ben deve molti soldi a un creditore, quando viene rintracciato è malmenato e gli viene dato poco tempo per restituire la somma che deve. Inoltre propone a Izzy di ritornare insieme.

## Un amore impossibile
- Titolo originale: Bethless
- Diretto da: Gloria Muzio
- Scritto da: Annie Brunner

### Trama
Huff ha nel suo studio una nuova paziente. Teddy decide di dire la verità sulla suo disturbo, sul suo lavoro e su dove vive alla ragazza che sta frequentando.
Russel acquista diverse cose per suo figlio e le porta a sua madre.
Byrd inizia delle cattive frequentazioni.

## Notte brava
- Titolo originale: Tapping the Squid
- Diretto da: Sarah Pia Anderson
- Scritto da: Nicole Mirante

### Trama
Beth organizza una cena a casa sua con anche la partecipazione di Izzy, Paula e Maggie. È presente anche la sua amica, che racconta a tutti del loro bacio di qualche sera prima. Russel e Huff si ubriacano in un locale asiatico, Huff inoltre finisce a copulare con una donna conosciuta proprio nel locale. Byrd insieme ad un amico procede ad un regolamento di conti.

## Verso il buio
- Titolo originale: Black Shadows
- Diretto da: Tricia Brock
- Scritto da: Jessica Mecklenburg

### Trama
Izzy tiene una lezione in una scuola elementare. Teddy presenta la sua ragazza ad Huff e chiede a lui se aveva detto a Byrd dove si trovava visto che era andato a fargli visita per ben due volte, Huff però non ne sa nulla. Russel litiga con Maggie e poi passa il pomeriggio in compagnia di Pepper abusando di cocaina. Maggie va a pranzo con la madre del figlio di Russel, mentre Huff ha una discussione con Byrd a proposito di Teddy. Proprio Teddy propone alla sua ragazza di partire per il Messico il giorno seguente, lei accetta, anche se non è molto convinta, visto che lui non vuole che nessuno lo sappia, compresi i ragazzi che lo controllano nel centro. Beth chiama Huff per una notte di passione, al termine Russel chiama Huff e gli dice di andare velocemente da lui.
Quando Huff arriva a casa di Russel trova Pepper morta (per overdose) e Russel scioccato.

## Non tutti i mali vengono per nuocere
- Titolo originale: Which Lip Is the Cervical Lip?
- Diretto da: Scott Winant
- Scritto da: Bob Lowry

### Trama
Russel viene arrestato dopo che la polizia arriva a casa sua e trova Pepper morta. Huff è costretto quindi a passare la notte in albergo (visto che alloggiava da Russel), dopo non molto Russel riesce comunque a uscire di prigione. Izzy dopo un diverbio con Byrd lo schiaffeggia, Beth lo scopre.
Teddy che aveva deciso di partire con la sua ragazza le dice che ora non fa più parte del piano e l'aggredisce ferocemente, la polizia lo arresta e lo porta in un ospedale. A curarlo trova la dott.ssa Markova. Huff torna a casa e ci trova solo Byrd con cui ha un'accesa discussione.
Russel viene poi licenziato dai soci del suo studio e nello stesso momento riceve una telefonata: il suo bambino sta nascendo. Precipitatosi velocemente a casa della donna incinta, l'aiuta a partorire in una vasca, visto che lei non vuole recarsi all'ospedale.
Izzy arriva in ospedale e dopo qualche tentennamento decide di fare visita a Teddy, i due finalmente si riappacificano. Byrd dice a Huff di volersene andare di casa, Huff chiede poi a Beth di tornare a casa e Beth gli dice di non volercelo. Il figlio di Russel nasce, e lui è visibilmente emozionato e felice. Huff raggiunge poi Izzy e Teddy ma a pochi passi dall'arrivo viene fermato dalla dott.ssa Markova che lo invita a lasciarli un po' soli, chiede poi ad Huff come sta e lui risponde dicendole di non averne idea.